# ويليام جاكسون (عسكري)
ويليام جاكسون (بالإنجليزية: William Jackson)‏ هو فلاح أسترالي، ولد في 13 سبتمبر 1897 في Gunbar, New South Wales ‏ في أستراليا، وتوفي في 4 أغسطس 1959 في ملبورن في أستراليا.